# Brachymeles elerae
Brachymeles elerae là một loài thằn lằn trong họ Scincidae. Loài này được Taylor mô tả khoa học đầu tiên năm 1917.

## Hình ảnh

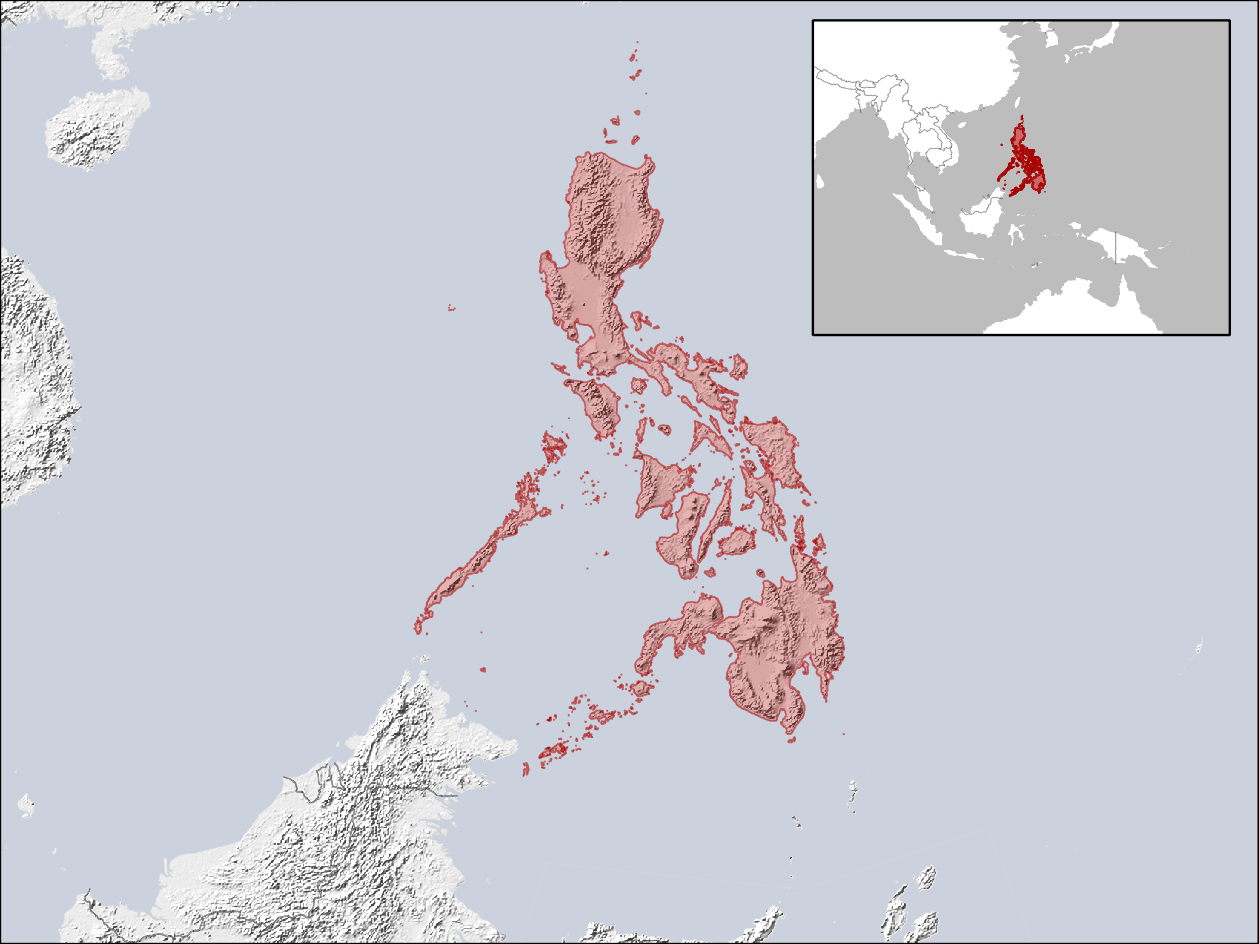